# Seben
Seben là một huyện thuộc tỉnh Bolu, Thổ Nhĩ Kỳ. Huyện có diện tích 687 km² và dân số thời điểm năm 2007 là 6973 người, mật độ 10 người/km².